# Ditlev Wedelsparre
Ditlev Wedelsparre (født Bering og Beringschiold 27. november 1749, død 25. marts 1812) var en dansk godsejer, bror til Thomas Wedelsparre.
Han var søn af Magnus Bering, som i 1758 fik tysk-romersk adelskab under navnet Beringschiold, og Maren Christine født von Cappelen (1724-1783). I 1783 arvede han og broderen Sortebrødrekloster i Næstved, men i 1784 solgte Detlev Wedelsparre sin andel af herregården til sin broder. Begge brødre blev adlet under navnet Wedelsparre den 31. december 1783, antageligvis med en andet navn for at distancere sig fra deres fader, som de angav til myndighederne i samme år, og begge blev også udnævnt til kammerherre. Hvor Sparresholm blev erhvervet til hans yngre bror, overtog han selv i 1783 Rønnebæksholm, som han i 1798 solgte til grev Joachim Moltke.
Han boede fra 1801 til 1810 i ejendommen Axeltorv 5 i Næstved, hvor han ifølge kilderne "nyder årlig 10.000 rigsdaler. betalt fra hoffet, med hustru, datter og 5 tjenestefolk". Han ægtede i 1776 Christine Elisabeth Poulsen (født 18. september 1749, død 12. maj 1808). En af parrets døtre blev gift med Andreas Charles Teilman.